# 6358 Chertok
6358 Chertok (1977 AL1) là một tiểu hành tinh vành đai chính được phát hiện ngày 13 tháng 1 năm 1977 bởi Chernykh, N. S. ở Nauchnyj. It was named Boris Chertok, a Russian rocket engineer.